# Johann III. (Sachsen-Lauenburg)
Johann III. von Sachsen-Lauenburg (* um 1335; † 1356) war von 1344 bis 1356 Herzog von Sachsen-Lauenburg in der Linie Mölln und Bergedorf.
Als Erstgeborener übernahm Johann nach dem Tod seines Vaters Albrecht IV. von Sachsen-Lauenburg die Regentschaft über den Teil Bergedorf-Mölln des Herzogtums Sachsen-Lauenburg. Da er 1356 kinderlos starb, ging die Regentschaft an seinen jüngeren Bruder Albrecht V. von Sachsen-Lauenburg über. Über besondere Ereignisse während seiner Regentschaft liegen keine Berichte vor.